# Departament de peste mări
Departamentele de peste mări (franceză départements d'outre-mer, prescurtat DOM), de asemenea regiuni de peste mări (franceză régions d'outre-mer, de unde provine prescurtarea mult mai utilizată DOM-ROM) sunt colectivități teritoriale integrate republicii franceze cu același statut ca și departamentele sau regiunile Franței metropolitane. 
În Uniunea Europeană acestea au statut de regiuni ultraperiferice, aleg reprezentanți pentru Parlamentul European și folosesc Euro ca monedă. De asemenea, spre deosebire de colectivitățile de peste mări, departamentele de peste mări aleg membrii pentru Asamblarea Națională franceză.
Fiecare departament constituie o regiune mono-departamentală iar acestea sunt:
- Guadelupa (971)
- Martinica (972)
- Guyana Franceză (973)
- Réunion (974)
- Mayotte (976)

În plus, o colectivitate de peste mări, are un statut vecin cu acel al departamentelor de peste mări, dispunând de un consiliu general:
- Saint Pierre și Miquelon (975), care a fost departament ultramarin între 1976 și 1985

După reforma constituțională din 2003, în 2004 în fiecare DOM-ROM a fost organizat un referendum pentru a propunea evoluția către statutul de colectivitate de peste mări, cu un consiliu unic. Nici un DOM nu a dorit schimbarea statutului, cu excepția a două insule de la nord de Guadelupa : Saint Martin și Saint Barthélemy, care au devenit colectivități de peste mări în 2007.

## Istoric
Cele cinci departamente de peste mări sunt foste colonii franceze ce au rămas tot timpul sub suveranitatea Franței de la înființarea lor la mijlocul Secolului XVII. Statutul de departament de peste mări le-a fost acordat în 1946 prin legea ce forma Uniunea franceză. Algeria a fost de asemenea divizată în departamente de peste mări franceze cu această ocazie.